# Poznaň (tvrz)

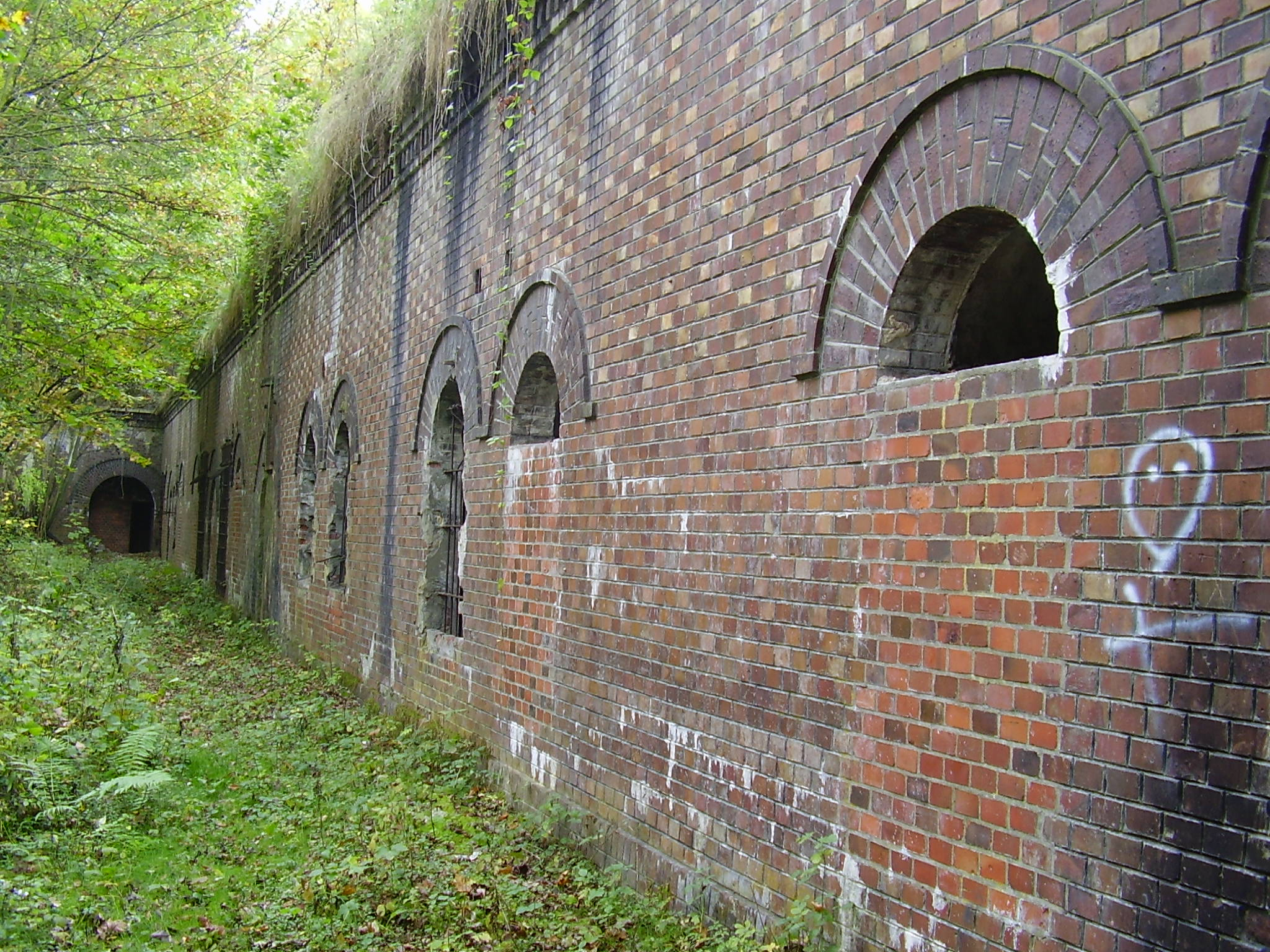
Fort Ia

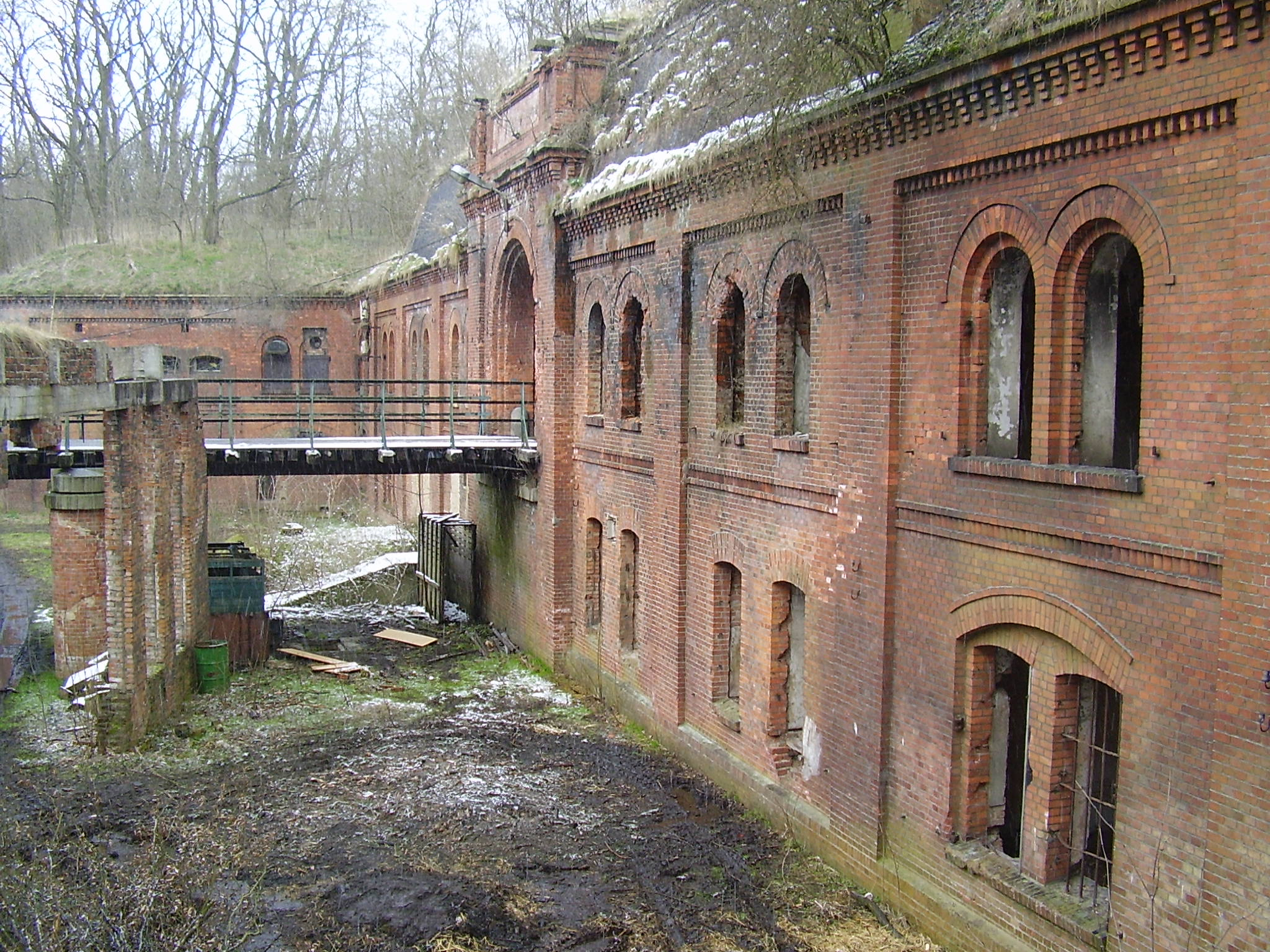
Fort III

Tvrz v Poznani (německy Festung Posen, polsky Twierdza Poznań) je soubor opevnění postavený v Poznani (Polsko) vybudovaný v devatenáctém a na počátku dvacátého století, jde o třetí největší systém svého druhu v Evropě.